# Sung Joon
Bang Sung-joon (hangul: 안재현; ur. 10 lipca 1990 w Seulu), lepiej znany pod pseudonimem Sung Joon (kor. 성준) – południowokoreański model i aktor. Karierę w przemyśle rozrywkowym rozpoczął jako model, ale po przejściu na aktorstwo stał się znany dzięki głównym rolom w serialu Dakchigo kkonminam band (2012), Uriga gyeolhonhal su isseulgga (2012), Romance-ga pil-yohae 3 (2014), Sangryusahoe (2015) i Madame Antoine (2016). Zagrał także w filmach Naneun kongmuwon-ida (2012), Museoun iyagi 2 (2013) oraz Myeong-wang-song (2013).

## Filmografia

### Filmy
| Rok  | Tytuł                | Rola                      |
| ---- | -------------------- | ------------------------- |
| 2012 | Naneun kongmuwon-ida | Min-ki                    |
| 2013 | Museoun iyagi 2      | Dong-wook (część "Cliff") |
| 2013 | Myeong-wang-song     | Yoo-jin                   |
| 2017 | Agnyeo               | Hyun-soo                  |

### Telewizja
| Rok  | Tytuł                                  | Rola          | Stacja telewizyjna |
| ---- | -------------------------------------- | ------------- | ------------------ |
| 2011 | White Christmas                        | Choi Chi-hoon | KBS2               |
| 2011 | Naege geojinmar-eul haebwa             | Hyun Sang-hee | SBS                |
| 2012 | Dakchigo kkonminam band                | Kwon Ji-hyuk  | tvN                |
| 2012 | Drama Special: Wetlands Ecology Report | Choi Goon     | KBS2               |
| 2012 | Uriga gyeolhonhal su isseulgga         | Jung-hoon     | JTBC               |
| 2013 | Guga-ui seo                            | Gon           | MBC                |
| 2014 | Romance-ga pil-yohae 3                 | Joo-wan       | tvN                |
| 2014 | Yeonaeui balgyeon                      | Nam Ha-Jin    | KBS2               |
| 2015 | Hyde Jekyll, na                        | Yoon Tae-joo  | SBS                |
| 2015 | Sangryusahoe                           | Choi Joon-gi  | SBS                |
| 2016 | Madame Antoine                         | Choi Soo-hyun | JTBC               |
| 2017 | Wanbyukhan anae                        | Kang Bong-goo | KBS2               |

### Programy rewiowe
| Rok  | Tytuł         | Stacja telewizyjna | Uwagi |
| ---- | ------------- | ------------------ | ----- |
| 2011 | Show! K Music | MBC                | MC    |
| 2013 | Miracle Korea | JTBC               | MC    |

## Dyskografia
Piosenki
| Rok  | Tytuł piosenki                                 | Uwagi                       |
| ---- | ---------------------------------------------- | --------------------------- |
| 2012 | "Jaywalking" (kor. 무단횡단)                   | Dakchigo kkonminam band OST |
| 2012 | "Wake Up"                                      | Dakchigo kkonminam band OST |
| 2012 | "Today" (kor. 오늘은)                          | Dakchigo kkonminam band OST |
| 2012 | "Words You Shouldn't Know" (kor. 몰라야 할 말) | Dakchigo kkonminam band OST |
| 2014 | "Love Is Smiling"                              | Romance-ga pil-yohae 3 OST  |

## Nagrody i nominacje
| Rok  | Nagroda                                      | Kategoria                                                            | Wynik     |
| ---- | -------------------------------------------- | -------------------------------------------------------------------- | --------- |
| 2012 | 26. KBS Drama Awards                         | Excellence Award, Actor in a Drama Special (Wetlands Ecology Report) | Wygrana   |
| 2014 | 7th Style Icon Awards                        | New Icon                                                             | Wygrana   |
| 2014 | 16th Seoul International Youth Film Festival | Najlepszy aktor (Guga-ui seo, Romance-ga pil-yohae 3)                | Nominacja |
| 2014 | 28. KBS Drama Awards                         | Excellence Award, Actor in a Miniseries (Yeonaeui balgyeon)          | Nominacja |
| 2015 | 23. SBS Drama Awards                         | Excellence Award, Actor in a Miniseries (Sangryusahoe)               | Nominacja |
| 2015 | 23. SBS Drama Awards                         | Najlepsza para (razem z Uee) (Sangryusahoe)                          | Nominacja |
| 2016 | tvN10 Awards                                 | Król komedii romantycznej (Romance-ga pil-yohae 3)                   | Nominacja |